# Comté de Delta (Colorado)
Pour les articles homonymes, voir Comté de Delta.

Localisation du comté dans le Colorado

Le comté de Delta est un comté du Colorado. Son siège est la ville de Delta. Les autres municipalités du comté sont Cedaredge, Crawford, Hotchkiss, Paonia et Orchard City.
Lors de sa création en 1883, le comté prend le nom de la ville de Delta, ainsi nommée en raison de sa situation dans le delta des rivières Uncompahgre et Gunnison.

## Démographie
| 1890  | 1900  | 1910   | 1920   | 1930   | 1940   |
| ----- | ----- | ------ | ------ | ------ | ------ |
| 2 534 | 5 487 | 13 688 | 13 668 | 14 204 | 16 470 |

| 1950   | 1960   | 1970   | 1980   | 1990   | 2000   |
| ------ | ------ | ------ | ------ | ------ | ------ |
| 17 365 | 15 602 | 15 286 | 21 225 | 20 980 | 27 834 |

| 2010   | - | - | - | - | - |
| ------ | - | - | - | - | - |
| 30 952 | - | - | - | - | - |